# Elisabeth Röckel
Elisabeth Röckel, née le 15 mars 1793 à Neunburg vorm Wald et morte le 3 mars 1883 à Weimar, est une cantatrice (soprano) allemande, épouse du compositeur Johann Nepomuk Hummel à compter de 1813.
Elle est aussi connue pour être une des femmes à qui Beethoven a possiblement dédié sa Lettre à Élise.

## Éléments biographiques
Elisabeth Röckel étudie la musique auprès de son frère, le ténor Joseph August Röckel (de), et fait des débuts remarqués en 1810 dans le rôle de Donna Anna dans Don Giovanni de Mozart à Bamberg. Elle se produit ensuite sur différentes scènes d'Europe, à Prague et Vienne notablement.
Selon Franz von Holbein, directeur du Burgtheater de Vienne de 1841 à 1849, Elisabeth Röckel était « l'une des [chanteuses] les plus célèbres de son temps ». Cependant, elle met un terme à sa carrière peu après son mariage en 1813 avec Hummel, pour se consacrer à sa famille. Le couple Hummel eut deux fils, un pianiste et un peintre.

## L'hypothèse de la destinataire de la «lettre à Élise»
Une hypothèse récente, du musicologue allemand Klaus Martin Kopitz, est qu'elle serait la dédicataire de la bagatelle connue en français sous le titre de La lettre à Élise, se basant en particulier sur le fait que le nom de baptême de la cantatrice était « Maria Eva Elise ». Elle fut en tout cas présentée à Beethoven par son frère Joseph August qui chantait dans Fidelio à l'époque où le compositeur dirigeait l'orchestre,. Selon Kopitz, Beethoven et Röckel entretenaient des liens d'amitié très étroits, rappelant que la cantatrice avait relaté qu'« au cours d'un dîner, Beethoven avait pincé son bras dans un geste de pure affection ». Peu de temps avant la mort de ce dernier, elle obtint également de lui une boucle de ses cheveux.
Cette hypothèse reste néanmoins controversée, la version la plus communément admise étant celle d'une dédicace à Therese Malfatti. Le musicologue autrichien Michael Lorenz est par exemple un opposant de la thèse de Kopitz. La partition autographe de Beethoven étant aujourd'hui perdue, le débat ne peut de toute façon être tranché définitivement.